# Цимбурський Вадим Леонідович
Вадим Леонідович Цимбурський (17 лютого 1957, Львів — 23 березня 2009, Москва) — філософ, філолог, історик і лінгвіст, гомерознавець, етрусколог, хеттолог, політолог, дослідник геополітики.

## Біографія
У 1981 році закінчив філологічний факультет МДУ ім. М. В. Ломоносова, кафедра класичної філології. З 1981 по 1985 роки — аспірант при кафедрі класичної філології МДУ, потім — науковий співробітник в Інституті США і Канади АН СРСР (1986—1990). У 1987 році захистив філологічну кандидатську дисертацію з гомеровского епосу у світлі балканської топоніміки та ономастики.
Серед наукових інтересів В. Л. Цимбурського — етнічна і мовна історія середземноморського ареалу в давнину, теорія та історія геополітики, питання цивілізаційної гео-і хронополітики, цивілізаційна будова сучасного об'єднаного світу, проблеми аналізу мови політики. Ввів в сучасну політологію поняття лімітрофа.
У написаній спільно зі своїм вчителем Л. О. Гіндіним монографії «Гомер і історія Східного Середземномор'я» (1996) розглядав хеттські тексти про ахейців (Аххіяві), ВІЛУСС (Іліоні) і Труісе (Троє), згадки лікійців і хеттів в епічних переказах про Троянську війну. В останні роки життя займався вивченням малоазіатсько-етруських зв'язків.

## Публикации

### Работы по филологии
- Гомеровский эпос и этногенез Северо-Западной Анатолии. Дисс. к.филол.н. М., 1987.
- Беллерофонт и Беллер. (Реминисценция древнебалканского мифа в греческой традиции). // Античная балканистика. М., 1987.
- Гомер и история Восточного Средиземноморья. — М., Восточная литература. 1996. 328 стр. 2000 экз. (в соавторстве с Л. А. Гиндиным).
- Гомеровский эпос и легендарная традиция Анатолии. // Азия — диалог цивилизаций. Очерки. М., 1996. С.241-327.
- Анхиз-змей. К регенерации раннефракийского мотива в «Энеиде» Вергилия. // ВДИ. 1996. № 4. С.29-42.
- Hetto-Homerica. (Наречение Одиссея и наречение злого брата в хеттской «Сказке об Аппу и его сыновьях»). // ВДИ. 2005. № 2. С.14-26.
- Греческий глагол ταρχύω «погребаю» и малоазиатский миф о поражении бога-победителя. // ВДИ. 2007. № 1. С.152сл.

### Работы по политологии
- Военная доктрина СССР и России: осмысления понятий «угрозы» и «победы» во второй половине XX века. — М.: Российский научный фонд, Московское отделение, 1994. 6, 25 п.л.
- Открытое общество: от метафоры к ее рационализации. — М.: Московский научный фонд, 1997. 9 п.л. (в соавторстве с М. В. Ильиным).
- Россия — Земля за Великим Лимитрофом: цивилизация и ее геополитика. — М.: УРСС, 1999. 9 п.л.
- Борьба за евразийскую Атлантиду: геоэкономика и геостратегия. — М.: Институт экономических стратегий, 2000. 3 п.л.
- Остров Россия. Геополитические и хронополитические работы. 1993—2006. — М.: РОССПЭН, 2007. 32 п.л.